# Station Banassac - La Canourgue
Station Banassac- La Canourgue is een spoorwegstation in de Franse gemeente Banassac-Canilhac.